# 華麗なるペテン師たち
『華麗なるペテン師たち』（かれいなるペテンしたち、原題：Hustle）は、イギリスの一話完結型の連続ドラマ。Kudos Film & Television製作、BBCで放送されている。1シリーズ6話で構成されている。本国では2004年から放映が開始、第8シリーズまで放送されている。
日本ではNHK-BS2で、第1シリーズが2006年7月25日から8月29日までの毎週火曜日22:00から、第2シリーズは2008年7月9日から毎週水曜日23:00から、第3シリーズは2010年1月4日から2月8日までの毎週月曜日20:00から、第4シリーズは2010年8月24日から9月28日までの毎週火曜日23:00から放送された。地上波では、テレビ東京で2012年12月12日から12月20日まで月～木曜12:30-13:25（ランチチャンネル枠）において第1シリーズが放送された。
2012年には、シリーズ1から4までがAXNミステリーチャンネルで放映された。
2016年9月5日から11月29日までの月曜日から木曜日21:00からAXNにて全シリーズ放送された。
2022年11月27日、毎週日曜23:00からAXNにてシーズン5を放送することが決まった。

## 概要
ミッキー・ストーン率いる詐欺師集団が、正直な一般市民は騙さず、強欲な金持ち達だけを次々と罠にはめ活躍していく姿を痛快に描く。

## 登場人物
ミッキー・ストーン
演：エイドリアン・レスター/声：宮内敦士/登場：S1～3、5～8
凄腕の詐欺師でチームのリーダー。裏業界でも有名な詐欺師であり、想定外の事態さえも予定に組み込んで計画を完遂してしまう。
シーズン4には登場せず、代わりにダニーがチームを率いた。
アッシュ・モーガン
演：ロバート・グレニスター/声：青野武（S1～3）、岩崎ひろし（S4）/登場：S1～8
チームのムードメーカーで陽気な中年男。調達屋。頼りなさそうな外見と裏腹に様々な人物を演じきり、臨機応変さも見せる名バイプレーヤー。
アルバート・ストローラー
演：ロバート・ヴォーン/声：矢島正明/登場：S1～8
チームの最年長者。落ち着いた老紳士風の人物で、主に学者や老富豪といった人物を演じる。経験豊富な先達者として助言を行ったりもする。ミッキーの師匠であり、ダニーにも目をかけている。なお、矢島は『0011ナポレオン・ソロ』でもヴォーンを担当していた。
ダニー・ブルー
演：マーク・ウォーレン/声：坂詰貴之/登場：S1～4、S8最終話
新人詐欺師。腕はあるが経験の無さと詰めの甘さでしばしばチームの足を引っ張る。ミッキーに自分を認めて欲しいと願っている。アルバートからは、大きな詐欺が得意なミッキーに対して、小さな詐欺のプロと評される。
シーズン4ではミッキーに代わってリーダーとなるが、これまでのシリーズとは異なりトラブルが頻発した。
ステイシー・モンロー
演：ジェイミー・マーレイ/声：魏涼子/登場：S1～4、S8最終話
チームの紅一点。ダニーと同じく新人詐欺師だが、妖美な女性から地味な女性まで様々な女性を演じきる。
ビリー･ボンド
演：アシュリー・ウォルターズ/声：福田賢二/登場：S4
シーズン4に登場。ストリートチルドレン上がりの新人詐欺師。かつてのダニーのように強引に押しかけて仲間になるが、腕はまだまだでしばしばトラブルを起こす。
エマ・ケネディ
演：ケリー・アダムス/登場：S5～8
シーズン5から登場。ショーンの姉。ステイシーに代わり、チームの紅一点となる。
ショーン・ケネディ
演：Matt Di Angelo/登場：S5～8
シーズン5から登場。エマの弟。
エディ
演：ロブ・ジャーヴィス/声：浦山迅/登場：S1～8
チームが集うバーの店主。厄介ごとに巻き込まれることを嫌うが、まれにミッキー達の計画を手助けし、時に仕事を持ち込むこともある。

## エピソード

### 華麗なるペテン師たち（シリーズ1）
| 話数 | 題（日本語版） | 題（英語版）     |
| ---- | -------------- | ---------------- |
| 01   | チーム結成     | The Con is On    |
| 02   | 目には目を     | Faking It        |
| 03   | ジンクス無用   | Picture Perfect  |
| 04   | 脅迫           | Cops and Robbers |
| 05   | 苦い酒         | A Touch of Class |
| 06   | 庶民の敵       | The Last Gamble  |

### 華麗なるペテン師たち（シリーズ2）
| 話数 | 通算 | 題（日本語版）     | 題（英語版）        |
| ---- | ---- | ------------------ | ------------------- |
| 01   | 07   | 50ペンスの賭け     | Gold Mine           |
| 02   | 08   | キングとジョーカー | Confessions         |
| 03   | 09   | リベンジ大作戦     | The Lesson          |
| 04   | 010  | スーパー・ヒーロー | Missions            |
| 05   | 011  | 裏切り             | Old Acquaintance    |
| 06   | 012  | 今世紀最高の大泥棒 | Eye of the Beholder |

### 華麗なるペテン師たち（シリーズ3）
| 話数 | 通算 | 題（日本語版）   | 題（英語版）                |
| ---- | ---- | ---------------- | --------------------------- |
| 01   | 013  | デビュー         | Price for Fame              |
| 02   | 014  | ひまつぶし       | The Henderson Challenge     |
| 03   | 015  | 死んだふり詐欺   | Ties That Bind Us           |
| 04   | 016  | インド映画万歳！ | A Bollywood Dream           |
| 05   | 017  | 王室スキャンダル | The Hustler's News of Today |
| 06   | 018  | 怪盗ゴースト     | Law and Corruption          |

### 華麗なるペテン師たち（シリーズ4）
| 話数 | 通算 | 題（日本語版）     | 題（英語版）                 |
| ---- | ---- | ------------------ | ---------------------------- |
| 01   | 019  | ハリウッド・サイン | As One Flew Out, One Flew In |
| 02   | 020  | ダークホース       | Signing Up to the Wealth     |
| 03   | 021  | 老人とワイン       | Getting Even                 |
| 04   | 022  | 裸の女王様         | A Designer's Paradise        |
| 05   | 023  | カタキウチ         | Conning the Artists          |
| 06   | 024  | ビッグ・ダディー   | Big Daddy Calling            |

### 華麗なるペテン師たち（シリーズ5）
| 話数 | 通算 | 題（日本語版）         | 題（英語版）            |
| ---- | ---- | ---------------------- | ----------------------- |
| 01   | 025  | 帰ってきたペテン師     | Return of the Prodigal  |
| 02   | 026  | クモの巣               | New Recruits            |
| 03   | 027  | 出所祝い               | Lest Ye Be Judged       |
| 04   | 028  | ジョゼフィーヌのダイヤ | Diamond Seeker          |
| 05   | 029  | 不動産開発の闇         | Politics                |
| 06   | 030  | カモの逆襲             | The Road Less Travelled |

### 華麗なるペテン師たち（シリーズ6）
| 話数 | 通算 | 題（日本語版）   | 題（英語版）                    |
| ---- | ---- | ---------------- | ------------------------------- |
| 01   | 031  | 謎の女           | And This Little Piggy Had Money |
| 02   | 032  | お荷物フィンチ   | The Thieving Mistake            |
| 03   | 033  | 要塞の中のトラ   | Tiger Troubles                  |
| 04   | 034  | 過去との決別     | The Father of Jewels            |
| 05   | 035  | 呪われたミッキー | Conned Out Of Luck              |
| 06   | 036  | 運命の7分間      | The Hush Heist                  |

### 華麗なるペテン師たち（シリーズ7）
| 話数 | 通算 | 題（日本語版）           | 題（英語版）           |
| ---- | ---- | ------------------------ | ---------------------- |
| 1    | 37   | ハグ＆キス               | As Good as it Gets     |
| 2    | 38   | 真の姿                   | Old Sparks Come New    |
| 3    | 39   | ウェンデルVSストローラー | Clearance From A Deal  |
| 4    | 40   | ベニーの葬儀             | Benny's Funeral        |
| 5    | 41   | サッカーを愛する男       | The Fall of Railton FC |
| 6    | 42   | 悲しきギャンブラー       | The Delivery           |

### 華麗なるペテン師たち（シリーズ8／最終シリーズ）
| 話数 | 通算 | 題（日本語版）      | 題（英語版）             |
| ---- | ---- | ------------------- | ------------------------ |
| 1    | 43   | “金”の亡者          | Gold Finger              |
| 2    | 44   | 庭の子猫            | Picasso Finger Painting  |
| 3    | 45   | 腐ったリンゴ        | Curiosity Caught the Kat |
| 4    | 46   | 魅惑のダイエット薬  | Eat Yourself Slender     |
| 5    | 47   | ピンポン 大当たり！ | Ding Dong That's my Song |
| 6    | 48   | 最後の大勝負        | The Con is Off           |

## その他
- 物語の各所に、1973年のアメリカ映画『スティング』へのオマージュが見られる（偽名、トリックなど）。